# Osee M. Hall

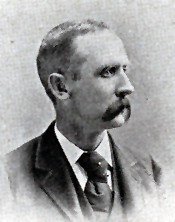
Osee M. Hall

Osee Matson Hall (* 10. September 1847 in Conneaut, Ohio; † 26. November 1914 in Saint Paul, Minnesota) war ein US-amerikanischer Politiker (R). Zwischen 1891 und 1895 vertrat er den Bundesstaat Minnesota im US-Repräsentantenhaus.

## Werdegang
Osee Hall besuchte die öffentlichen Schulen seiner Heimat in Ohio und das Hiram College. Im Jahr 1868 absolvierte er das Williams College in Williamstown (Massachusetts). Nach einem anschließenden Jurastudium und seiner Zulassung als Rechtsanwalt begann er in Red Wing (Minnesota) in seinem neuen Beruf zu arbeiten.
Politisch war Hall Mitglied der Demokratischen Partei. Zwischen 1885 und 1887 saß er im Senat von Minnesota. Bei den Kongresswahlen des Jahres 1890 wurde er im dritten Wahlbezirk von Minnesota in das US-Repräsentantenhaus in Washington, D.C. gewählt. Dort trat er am 4. März 1891 die Nachfolge von Darwin Hall von der Republikanischen Partei an. Nach einer Wiederwahl im Jahr 1892 konnte er bis zum 3. März 1895 zwei Legislaturperioden im Kongress absolvieren.
Bei den Wahlen des Jahres 1894 unterlag Hall dem Republikaner Joel Heatwole. Danach arbeitete er wieder als Anwalt. Von 1907 bis zu seinem Tod im Jahr 1914 war Osee Hall Mitglied der Steuerkommission des Staates Minnesota. Er starb am 26. November 1914 in Saint Paul und wurde in Red Wing beigesetzt.